# Langeoog (Schiff, 1945)
Die Langeoog ist ein ehemaliges Motorrettungsboot der Deutschen Gesellschaft zur Rettung Schiffbrüchiger (DGzRS).
Das 1944 auf der Pahl-Werft in Hamburg-Finkenwerder als KRB 211 gebaute Schiff verfügt als Besonderheit von Beginn an über einen Turmaufbau mit separatem zweitem Steuerstand. Durch den erhöhten Standpunkt und die offene Bauweise ergibt sich eine bessere Übersicht nach vorne wie nach hinten und erleichtert das Manövrieren. Bei Sucheinsätzen kann der Vormann im Wasser treibende Personen früher sichten und ist vor Gischt und Brechern besser geschützt, die im Schlechtwetterfall bei der herkömmlichen Bauweise den Steuerstand eindecken. Diese Vorteile führten dazu, dass die Vorleute später fast ausnahmslos den oberen Fahrstand benutzten.
Bei einer Länge von 14 Meter und einer Breite von 4,55 Meter hatte der Stahlrumpf einen Tiefgang von 1,38 Meter. Querschotten teilten den Rumpf in Kajüte, Wohnraum und Maschinenraum, die Verbindungen der Stahlteile erfolgten in Schweißtechnik und Niettechnik. Als Antrieb war ein Motor der Motorenwerke Mannheim (MWM) von 150 PS verbaut, wodurch eine maximale Geschwindigkeit von 8,5 Knoten erreicht werden konnte. Ein Hilfsdiesel mit Generator konnte bei Bedarf auf die Propellerwelle geschaltet werden. Er trieb im Normalfall die beiden Lenzpumpen. Anfänglich mit Funk und Echolot ausgestattet kamen während der Einsatzzeit eine UKW-Funk-Ausrüstung und ein Radar im unteren Ruderhaus hinzu. 
Neben der Langeoog hatte die Pahl-Werft noch drei Schwesterschiffe für die DGzRS gebaut: Rickmer Bock, Borkum und Weser (II).
Zwischen dem 1. März 1945 und dem 22. Juli 1980 lag die Langeoog auf der Seenotrettungsstation Langeoog. Mit seiner Stationierung verlegte die DGzRS das 13 Meter lange Vorgängerboot Hamburg (II) zur Station in Ording. Neben den Seenoteinsätzen wurde das Schiff im Notfall auch für Krankentransporte zum Festland eingesetzt, da es damals noch keine Hubschraubereinsätze gab. Im Winter diente es bisweilen auch als Eisbrecher oder erledigte dringende Versorgungsfahrten für Langeoog bzw. eine der Nachbarinseln.
Vormann der Stammbesatzung von drei Mann war von 1945 bis 1973 Hillrich Kuper und von 1973 bis 1980 Heinrich Leiß. Bei ihrer Außerdienststellung wurde die Langeoog durch den Seenotrettungskreuzer Hans Lüken ersetzt. Seither ist die Langeoog im Kurzentrum vor dem Haus der Insel als Museumsschiff ausgestellt und begehbar.

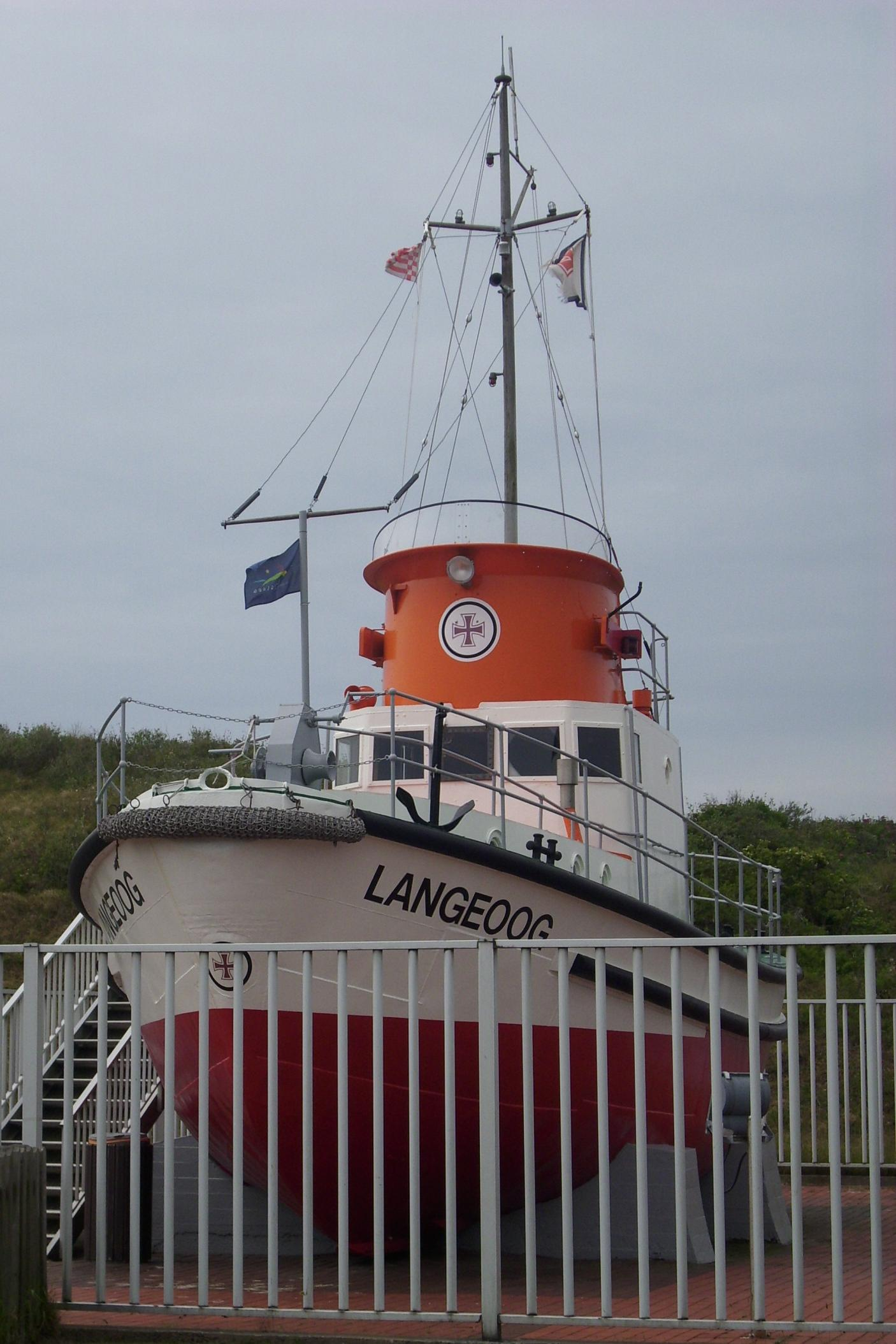
Motorrettungsboot Langeoog